# Cerasus
Cerasus, los cerezos, es un subgénero que consta de varias especies de árboles que se cultivan extensamente por su fruta: la cereza. 
 Junto con los almendros, melocotoneros (o durazneros), ciruelos, y albaricoqueros forma parte del género Prunus.
Los miembros de este subgénero se distinguen por la floración, que surge en pequeños corimbos de varias flores juntas (ni arracimadas ni solitarias) y por la suavidad de su fruto, que se caracteriza por poseer una única y poco profunda hendidura (o ninguna) en un lado. Otras características son que florece a principios de primavera y que presenta brotes axilares solitarios, drupas y vainas de las semillas lisas.
 Las cerezas maduran desde finales de primavera hasta principios de verano, siendo un período muy corto de recolección en comparación con otros árboles frutales.
Su característico color rojo se debe a la antocianina.

## Especies

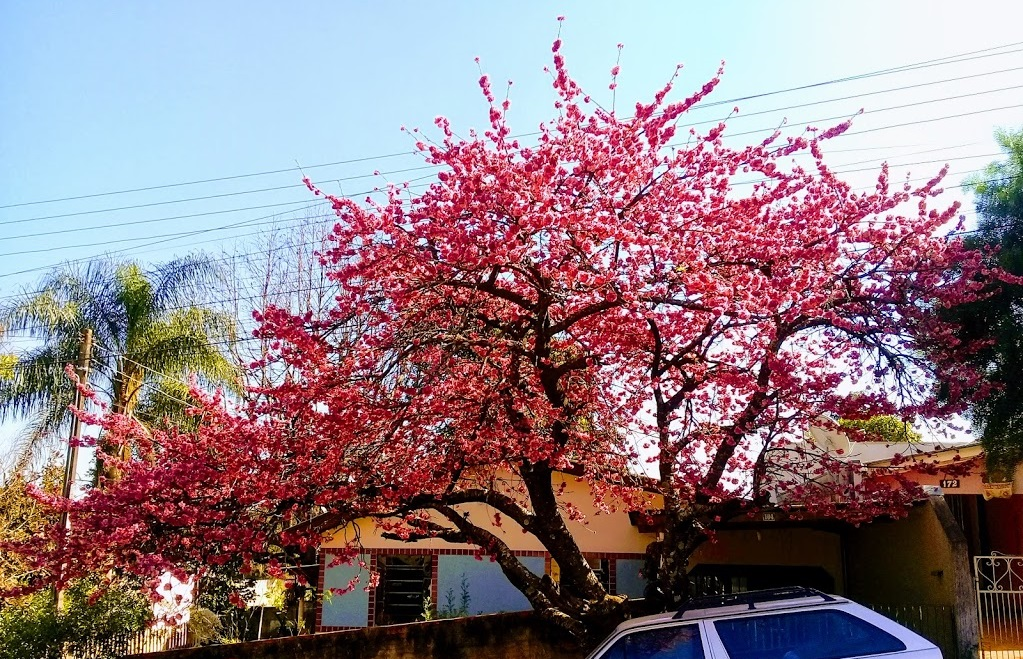
Prunus serrulata en Ponta Grossa, sur de Brasil

- Prunus apetala (Siebold & Zucc.) Franch. & Sav.
- Prunus avium (L.) L.
- Prunus campanulata Maxim.
- Prunus canescens Bois.
- Prunus caudata Franch.
- Prunus cerasoides D. Don.
- Prunus cerasus L.
- Prunus clarofolia C.K.Schneid.
- Prunus conadenia Koehne
- Prunus conradinae Koehne
- Prunus crataegifolia Hand.-Mazz.
- Prunus cyclamina Koehne
- Prunus discadenia Koehne
- Prunus discoidea (T.T.Yu & C.L.Li) Z.Wei & Y.B.Chang
- Prunus dolichadenia Cardot
- Prunus emarginata (Douglas ex Hook.) Walp.
- Prunus fruticosa Pall.
- Prunus hainanensis (G.A.Fu & Y.S.Lin) H.Yu, N.H.Xia & H.G.Ye
- Prunus hefengensis (X.R.Wang & C.B.Shang) Y.H.Tong & N.H.Xia
- Prunus henryi (C.K.Schneid.) Koehne
- Prunus himalaica Kitam.
- Prunus incisa Thunb.
- Prunus itosakura Siebold
- Prunus jamasakura Siebold ex Koidz.
- Prunus leveilleana Koehne (syn. Prunus verecunda (Koidz.) Koehne)
- Prunus maackii Rupr. (syn. Prunus glandulifolia Rupr. & Maxim.)
- Prunus mahaleb L.
- Prunus matuurai Sasaki
- Prunus maximowiczii Rupr.
- Prunus mugus Hand.-Mazz.
- Prunus nipponica Matsum.
- Prunus patentipila Hand.-Mazz.
- Prunus pensylvanica L.f.
- Prunus pleiocerasus Koehne
- Prunus polytricha Koehne
- Prunus pseudocerasus Lindl.
- Prunus pusilliflora Cardot
- Prunus rufa Wall ex Hook.f.
- Prunus rufoides C.K.Schneid. (syn. Prunus dielsiana C.K. Schneid.)
- Prunus sargentii Rehder
- Prunus schneideriana Koehne
- Prunus serrula Franch.
- Prunus serrulata Lindl. * Prunus shikokuensis (Moriya) H.Kubota
- Prunus speciosa (Koidz.) Ingram
- Prunus stipulacea Maxim.
- Prunus sunhangii D.G.Zhang & T.Deng
- Prunus szechuanica Batalin
- Prunus takasagomontana Sasaki
- Prunus takesimensis Nakai
- Prunus tatsienensis Batalin
- Prunus transarisanensis Hayata
- Prunus trichantha Koehne
- Prunus trichostoma Koehne
- Prunus veitchii Koehne ()
- Prunus xingshanensis Huan C.Wang
- Prunus yaoiana (W.L.Cheng) Y.H.Tong & N.H.Xia
- Prunus yunnanensis Franch.

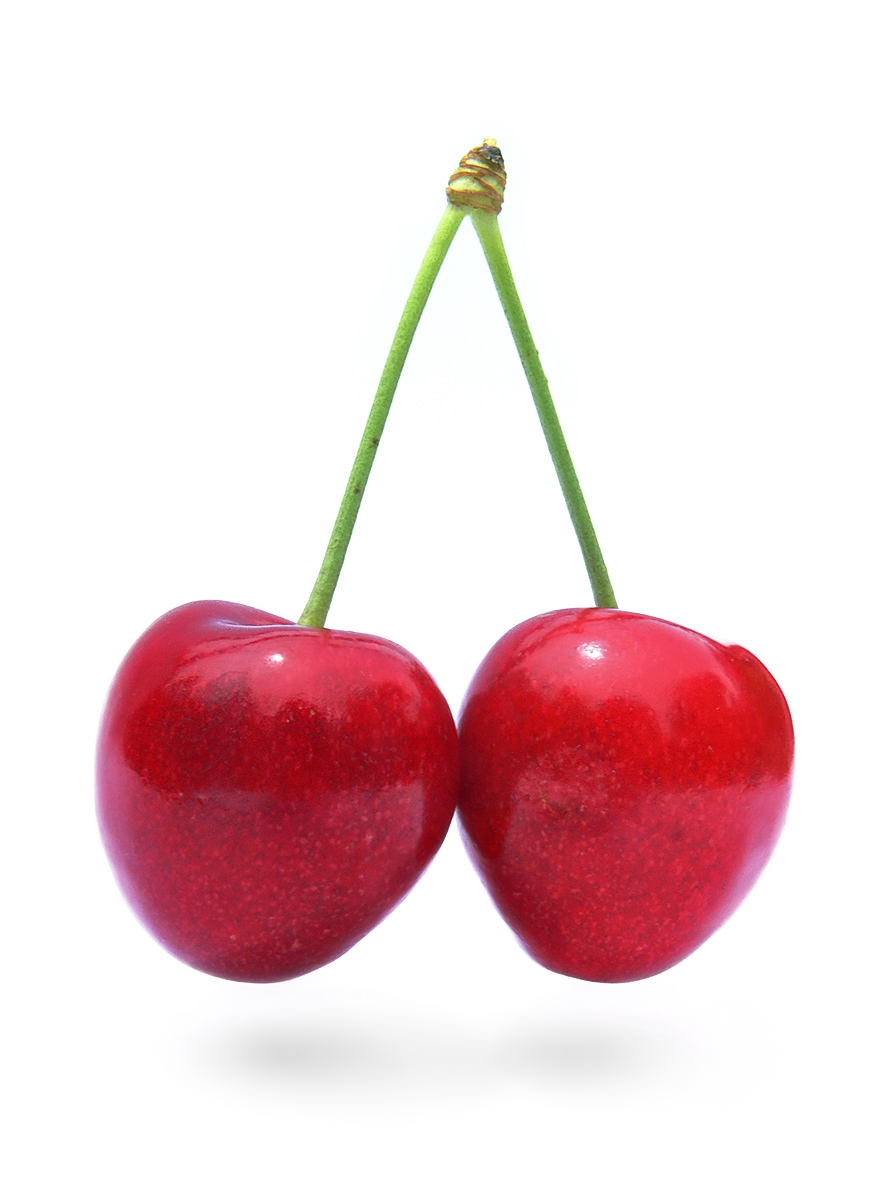
Dos cerezas (Prunus cerasus)

Las dos especies más difundidas son P. avium, de frutas dulces y muchas veces de color oscuro, y P. cerasus, de frutas ácidas y muchas veces de color rojo brillante. Ambas son oriundas de Europa y de Asia occidental. Existen grandes huertos comerciales en Europa, América y Asia.

## Cultivo

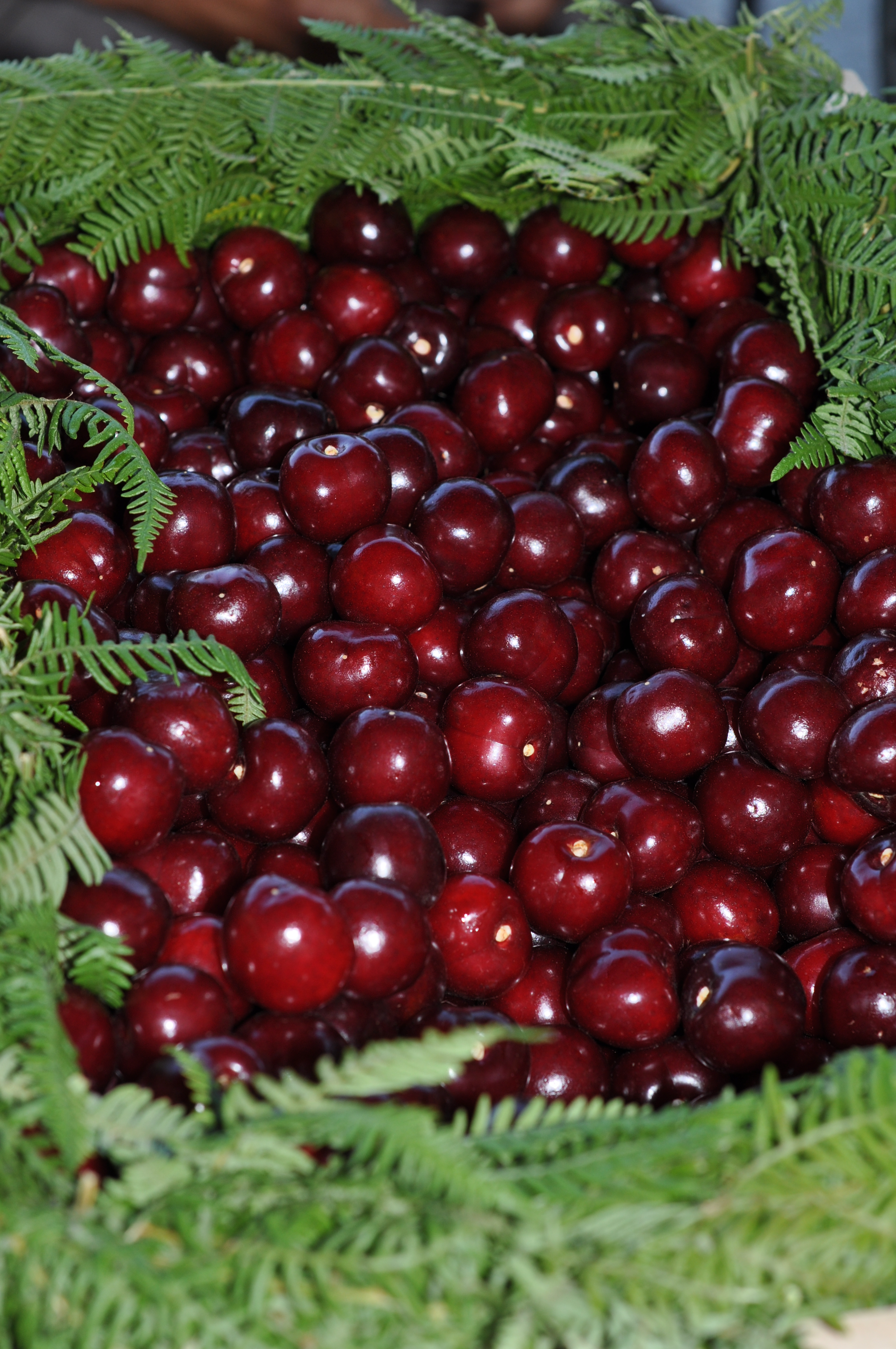
Cerezas del Valle del Jerte

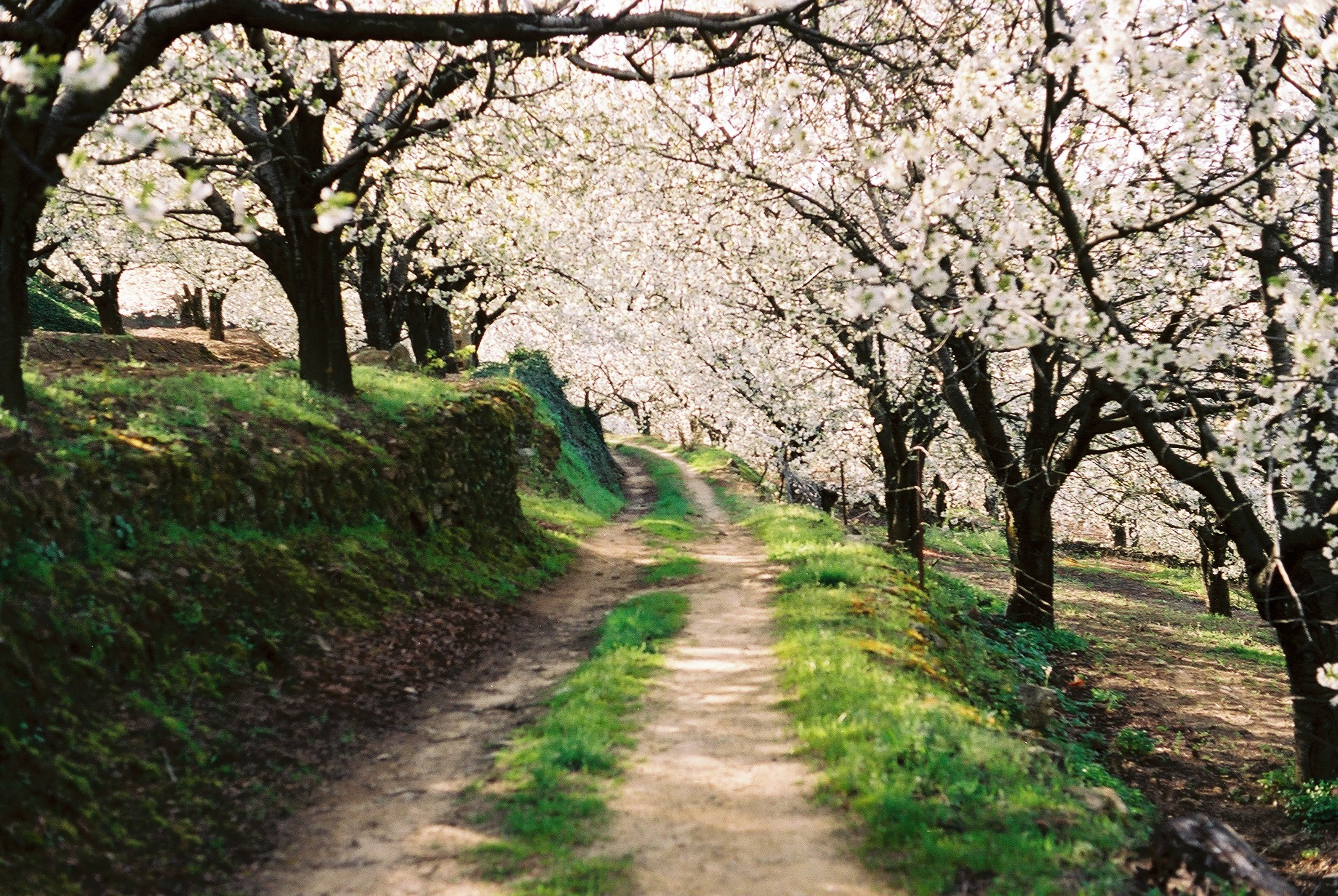
Camino entre el bosque de cerezos en flor. Valle del Jerte

Existen varias clases de cerezos, con distintas características. Por ejemplo, la variedad 'cola larga' tiene los rabitos de las cerezas largos y suelen ser pequeñas. Otras variedades son la 'Burlat', 'Lamber' y 'Ambrunés'. Cada una de ellas cuenta con ciertas particularidades, como la variación en su acidez, carnosidad y tiempo de maduración.
En España son conocidas por su cantidad y calidad las cerezas del Valle del Jerte, donde se cultivan variedades autóctonas "Cereza del Jerte" con denominación de origen. En primavera se realiza en los pueblos de este valle la fiesta de El Cerezo en Flor, cuando se produce la floración de más de un millón y medio de cerezos. Declarada Fiesta de Interés Turístico Nacional.
Es reconocida también por su exquisito sabor la cereza mediterránea, con cualidades excepcionales beneficiándose de la influencia del mar Mediterráneo, cultivada en poblaciones como Chiva, Gestalgar, Salsadella (Castellón), y en Terradas (Gerona); aunque la zona productiva más importante del Mediterráneo, es la de Vall de Gallinera por su precocidad y dulzura.

## Usos

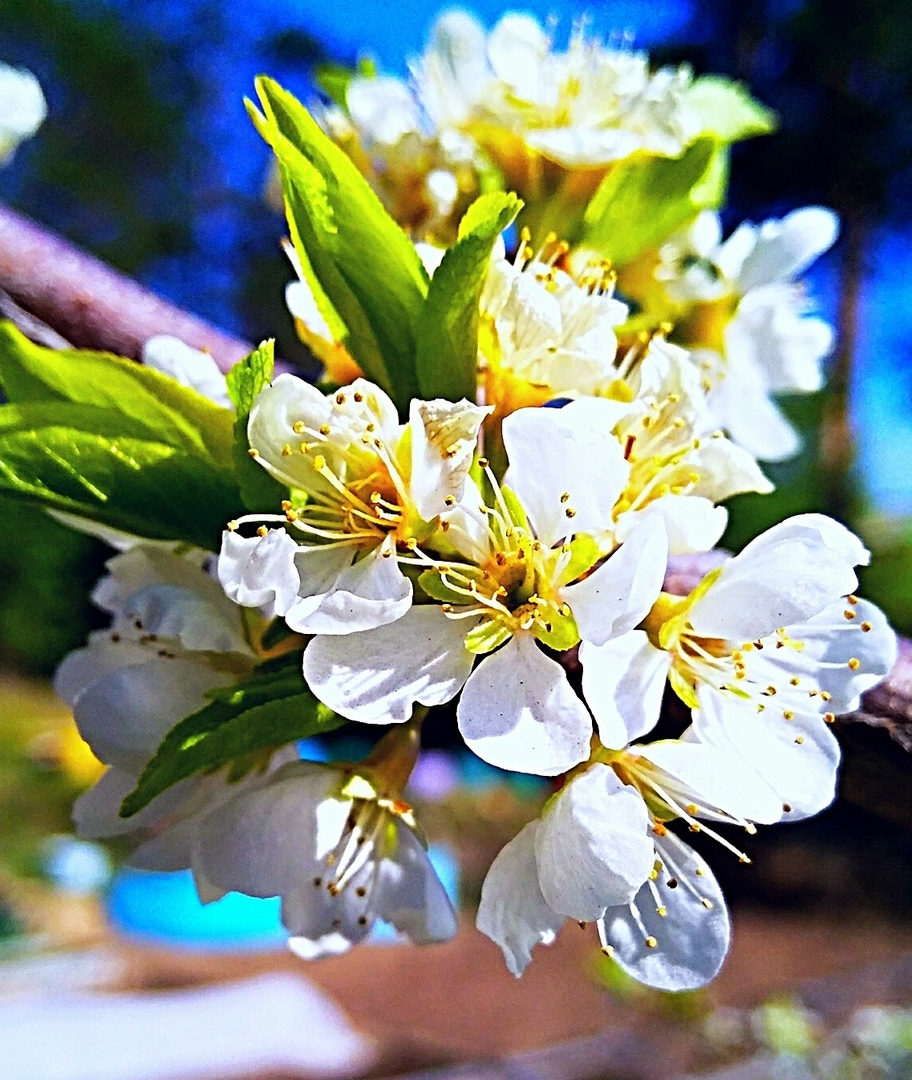
Flor de cerezo en siberia oriental

La madera de los cerezos es dura y de color castaño claro, y se usa para fabricación de muebles.
Los cerezos se plantan muchas veces por sus flores que aparecen en la primavera. Unas variedades ornamentales tienen los estambres cambiados por pétalos adicionales, así que no dan frutas sino que se cultivan solo por su valor decorativo. En especial, en Japón, (sakura) es un símbolo nacional celebrado en la fiesta anual Hanami.
En Europa Central la cereza suele utilizarse para producir un licor típico llamado kirsch (Kirsch es el nombre alemán de la cereza).

## Origen
El origen de este cultivo parece provenir de la antigua colonia griega de Kerasos (a la que muy posiblemente dio nombre), ubicada en la costa del Mar Negro. Las cerezas constituían un cultivo local muy importante, hasta que Lúculo, general romano que comandaba las tropas romanas en la guerra contra Mitrídates VI del Ponto, encuentra este cultivo y lo lleva a Roma, haciéndose muy popular por todo el Imperio. La antigua ciudad de Kerasos es la actual Giresun, cercana a Trebisonda.